# Фатих Мехмед мечеть
Фатих Мехмед мечеть или Мечеть Шалдерван — мусульманский храм в городе Кюстендил. Была пятничная мечеть. Не функционирует и объявлен памятником культуры государственного значения. Есть идея стать музеем. Единственная сохранившаяся мечеть в истории города. Как видно из османских реестров и сохранившегося изображения города XVII века того времени, в Кюстендиле было 17 мечетей.
Она расположена в центральной части города Кюстендил, но находится под угрозой разрушения.

## История
В 1463 году султан Мехмед II во главе османской армии пересек Константиновой землю в кампании по завоеванию Королевства Босния — сербских землях и для того, чтобы окончательно взять под свой контроль Балканский полуостров. Османский завоеватель получил в подарок от местного коллекционера хараджа Мехмеда Хана (Хараджи Кара Мехмед бин Али) вторую пятничную мечеть в городе, посвященную и названную в его честь.
По возвращении из кампании по завоеванию сербских земель, и после присоединения Боснии к Османской империи, Мехмед II посетил Осоговский монастырь (Мехмед II также выступал как защитник православия), а через 6 лет (1469 г.) и после объединения болгарских земель под одним правлением (Османской империи) мощи св. Иоанна Рильского были перенесены из Великое Тырново в Рильский монастырь (с помощью Мары Бранкович и для того, чтобы «продвинуть к добру» западные болгарские земли).
В 1478 году венецианский адмирал Томазо Малипьеро получил задание от дожа искать мира и в конце весны прибыл из Шкодeры в Кюстендил (во время осады Шкодeры (1478—1479) и на переговорах о заключении Константинопольского договора (1479))., где располагался лагерь османского правителя Мехмеда II с диваном, состоящим из трех везирей.
После смерти Фатиха Мехмеда в 1499 году странствующий рыцарь прошёл через Кюстендил и отметил в своих записях, что здесь османский султан держал свой гарем — Харем-и Хумаюн.

## Архитектура
Конструкция минарета отличается шестиугольным орнаментом из красного кирпича и является единственным сохранившимся в Кюстендиле.
Полевые археологические раскопки в центре Кюстендила показывают, что все мечети раньше были церквями.